# Пол Карсън
Пол Карсън (на английски: Paul Carson) е ирландски лекар и писател, автор на бестселъри в жанра трилър.

## Биография и творчество
Пол Карсън е роден през 1949 г. в Белфаст, Северна Ирландия. Отраства в Нюкасъл. В периода 1969 – 1975 г. следва в Тринити колидж в Дъблин, като завършва с отличие със степен по педиатрия. Не след дълго се премества в Австралия, в болница в Голър, близо долината Бароса в Южна Австралия, известна с производството си на вино.
През 1984 г. се завръща в Ирландия, за да започне собствена практика, като изгражда специализирана клиника за лекуване на алергии и астма при децата. В периода 1984 – 1996 г. пише множество статии на медицинска тематика във вестници и списания в Ирландия и Великобритания. Участва и като коментатор по здравни и социални въпроси по ирландската телевизия. Написва няколко книги на здравословни теми, както и две детски книги.
През 1997 г. излиза първият му трилър „Скалпел“, който веднага става бестселър в Ирландия, а по-късно и международен бестселър. Следващите му трилъри, които също представят криминални сюжети свързани с медицината, отново са на върха на класациите.
Пол Карсън живее в южната част на Дъблин със съпругата и двете си деца.

## Произведения

### Самостоятелни романи
- Scalpel (1997)
Скалпел, изд. „Кронос“ (1998), прев. Златина Христова
- Cold Steel (1999)
- Final Duty (2000)
Корпорацията, изд. „Кронос“ (2002), прев. Людмила Левкова
- Ambush (2004)
- Betrayal (2005)
- Inquest (2013)

### Детска литература
- Norbett Bear MD (1994)
- Norbett’s Bistro (1995)

### Документалистика
- How to Cope with Your Child's Allergies (1987)
- Coping Successfully With Your Child’s Asthma (1987)
- Coping Successfully With Your Child’s Skin Problems (1987)
- Coping Successfully With Your Hyperactive Child (1988)
- Beat Your Allergies! (1995)
- Sinusitis: Steps to Healing (2009)
- Hay Fever: How to Beat It. (2013)